# Fototapete
Fototapeten sind Tapeten aus verschiedenen Materialien wie Papier oder Vlies mit einem großflächigen Motiv. 

## Abgrenzung
Mögliche Motive sind Aufdrucke von Fotografien, aber auch Illustrationen, klassische Kunst oder auffällige Designs in der Regel auf mehrere Bahnen. Ihr gegenüber stehen Tapeten mit wiederkehrenden Musterungen (so genannten Rapporten) oder schlichte, einfarbige Tapeten. Eine Fototapete unterscheidet sich von einer „üblichen“ Tapete somit grundsätzlich nur in der Art des aufgedruckten Motivs.

## Geschichte

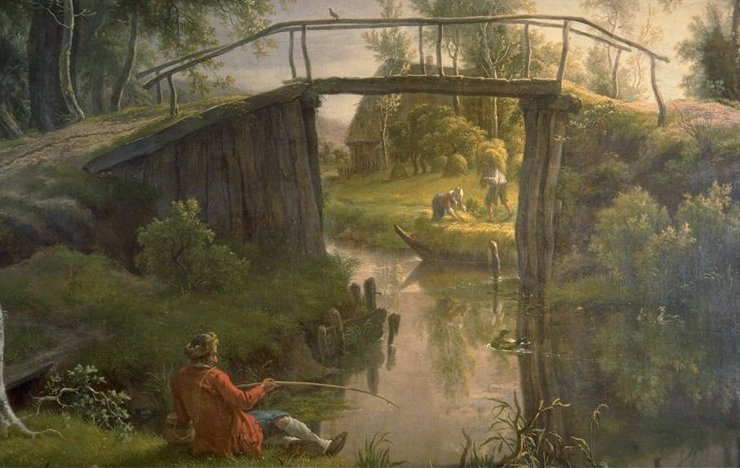
Gemäldetapete von 1788

Tapeten mit bildlichen Darstellungen existierten bereits seit dem 17. Jahrhundert. Ihre Hochkonjunktur hatte die klassische Fototapete in den 1970er Jahren. Sie diente in vielen deutschen Haushalten als auffälliges Gestaltungselement, wobei Strandmotive als beliebt galten. Partykeller und teilweise auch Wohnzimmer waren Orte für auffällige Fototapeten. Nachdem der Trend etwa Mitte der 1980er Jahre nachließ, ist seit 2005 eine Retromode festzustellen.

## Individuelle Fototapeten
Über das Internet kann man heute bei diversen Anbietern individuelle Fototapeten gestalten. Dabei kann eine Tapete mit einem eigenen Foto und in einer gewünschten Größe passend für die eigene Wand bedruckt werden. Im Fachhandel sowie auf dem Onlinemarkt sind unzählige Motive auf Fototapeten erhältlich. Aufdrucke moderner Illustrationen oder Schwarzweiß-Fotografien sind beliebt. Die individuellen Aufdrucke erfolgen per großformatigem Digitaldruck mit UV-, Latex-, Pigment- oder Solventfarben.

## Materialien der Fototapete
Wie für die übliche Tapete gibt es auch für die Fototapete verschiedene Materialien. Die häufigsten Fototapeten bestehen aus Papier- oder Vliesmaterialien.
- Foto-Papiertapeten sind aus einem dünneren Papiermaterial (115–130 g/m²), vergleichbar normalem Papier und meistens in Sets, d. h. in einzelnen Quadraten oder in üblichen Tapetenbahnen erhältlich.
- Foto-Vliestapeten bestehen aus einem reißfesten Material und sind qualitativ hochwertiger. Sie weisen meist eine Struktur auf und werden bahnenweise produziert und angebracht.
- Selbstklebende Vinyl-Fototapeten bestehen aus einer Weich-PVC-Folie mit einer selbstklebenden Beschichtung (meist mit einer permanent haftenden Polyacrylat-Klebeschicht).
- Hersteller gängiger Fototapeten sind am Brandschutz ihrer Produkte interessiert und lassen diese nach DIN 4102 B1 als schwer entflammbar zertifizieren (B1-Zertifikat).

Faktoren wie die Grammatur, Art der Anbringung, Struktur und Bedruckfähigkeit des Materials bestimmen die Verwendung der geeigneten Fototapete. Eine Papiertapete ist – bedingt durch das Material – meist preisgünstiger; die Foto-Vliestapete ist leichter zu verarbeiten und qualitativ hochwertiger. Vlies-Fototapeten bieten durch ihre reißfeste Materialeigenschaft einen größeren Vorteil der späteren Entfernbarkeit, da die Vliestapete meistens in sehr großen Stücken oder gar in Tapetenbahnen entfernt werden kann.